# Имамо духа
Имамо духа (енгл. We Have a Ghost) амерички је филм са елементима хорора и комедије из 2023. године. Режију и сценарио потписује Кристофер Ландон, по приповеци Ернст Џефа Маноа из 2017. године. Главне улоге тумаче Дејвид Харбор, Џахи Винстон и Ентони Маки. Приказан је 24. фебруара 2023. године за Netflix.

## Радња
Откривши духа с мрачном прошлошћу у својој новој кући, породица постане интернет сензација, али и мета сумњиве државне агенције.

## Улоге
| Глумац         | Улога           |
| -------------- | --------------- |
| Ентони Маки    | Френк Пресли    |
| Дејвид Харбор  | Ернст           |
| Џахи Винстон   | Кевин Пресли    |
| Тиг Нотаро     | др Лесли Монро  |
| Ерика Еш       | Мелани Пресли   |
| Џенифер Кулиџ  | Џуди Романо     |
| Фејт Форд      | Барбара Манголд |
| Најлс Фич      | Фелтон Пресли   |
| Изабела Русо   | Џој Јошино      |
| Стив Колтер    | Арнолд Шипли    |
| Џо-Ен Робинсон | Џун             |
| Том Бауер      | Ернест Шелер    |